# 卑爾根
卑爾根（挪威語：Bergen，發音：[ˈbæ̀rɡn̩] ⓘ，本地發音：[ˈbæ̂ʁgæn]）是挪威韦斯特兰郡的市镇。面积为472平方公里，2021年12月31日人口数量为285,911人。卑爾根是挪威自首都奥斯陆之后的人口数量第二多城市。整個市镇共分為八個市区：阿尔纳、卑尔根许斯、法纳、菲灵斯达伦、拉克瑟沃格、伊特雷比格达、奥尔斯塔和奥萨讷。
卑爾根位於挪威的西南方，剛好位於「七大山」（de syv fjell）的中間。卑爾根是西挪威的非正式首府，也是挪威對外的大門。而也因為其峽灣地形適合大型船集操作，令卑爾根成為歐洲最大的郵輪港中的一個。根據2005年的統計，卑爾根處理全挪威超過50%的貨物來往。
在2000年，卑爾根獲選為「歐洲文化之都」。

## 歷史
卑爾根是在1070年，由國王奧拉夫建立，他們在1970年慶祝建城900周年紀念。卑爾根在中世紀時是斯堪地那維亞其中一個重要城市，直到1299年前，卑爾根都是挪威的首都。而在1163年（有人說是1164年），斯堪的那維亞首次的加冕典禮在這裡舉行，當時馬格努斯埃林松在這裡加冕成為挪威國王。而在13世紀末期， 卑爾根是汉萨同盟中最重要的聯絡城市。
卑爾根之所以成為重要城市，是因為其乾鱈魚的交易。這個交易大概在1100年開始，當時漢萨同盟中的德國商人，在它們自己的社區中居住，他們使用低地德語溝通，獲得和北部挪威漁民在每年夏天到卑爾根時，和他們進行貿易的特權。到今天，仍然可以在一個叫布呂根的碼頭周圍地區找到當年的情況，而布呂根也是獲聯合國教科文組織選為其中一個世界遺產的地方。
在1349年，黑死病由英國水手帶到卑爾根，並在挪威流行起來。在15世紀，卑爾根多次受到兄弟的攻擊。在1429年，他們燒掉了大半個城市，和皇家城堡。而在1536年，挪威國王預見德國人勢力漸減，迫使德國商人或成為挪威人，或是回家。而在1665年，瓦根(Vågen)之戰在卑爾根進行，一方為英國艦隊，另一方為荷蘭艦隊，荷蘭人獲得當地駐軍的支持。在整個15和16世紀，卑爾根都是斯堪的那維亞中最重要的城市，也是挪威最大的城市。直到1850年，被奧斯陸取代。而其在北挪威的貿易壟斷地位則直至1789年。
在1916年，卑爾根部份地方被大火摧毀。而在第二次世界大戰期間，卑爾根自1940年4月9日開始，納粹德軍和挪威海岸砲隊交戰後，就受到納粹德軍統治。到了1944年4月20日，一架滿載120噸炸藥的德國貨船固定在卑爾根要塞外，然後引爆，造成最少150人死亡，和令很多歷史建築損毀。而卑爾根也是盟軍轟炸的目標之一，因為當地有不少的德軍海軍設備，種種的因素造成超過100名平民喪生。
1972年1月1日，卑爾根合并了週邊幾個市镇，同日卑爾根也不再作为一个单独的郡存在。2020年1月1日卑爾根是新成立的韦斯特兰郡的一个市镇。

## 城市風貌

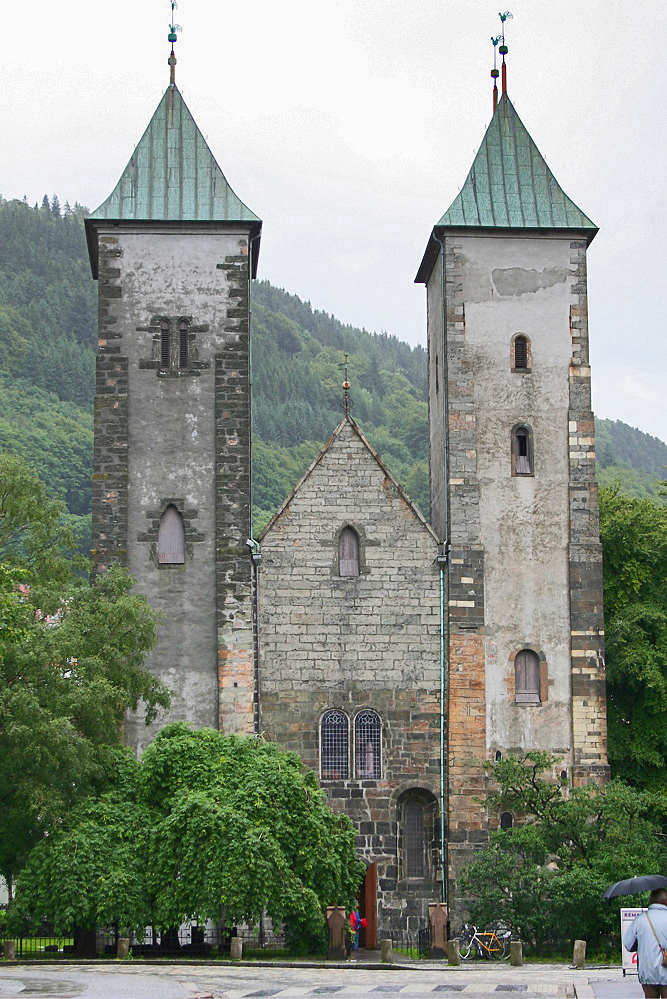
圣玛利亚堂

城中最古老的地方是位於北方的瓦根灣，位處碼頭區的布呂根，布呂根是一個舊城區，擁有很多古老的木屋，大約於18世紀早期建成，即1702年大火後重建的木屋，風格比較像火災前的中世紀風格。而圖中左方有六間房子，則是於1955年的大火後建成。而圣玛利亚堂就是卑爾根最古老的建築物，部份建築於1130年建成。另外兩間教堂，卑爾根主教座堂和十字架堂，都是中世紀的建築，雖然曾經過改建。而卑爾根要塞有不少有趣的建築，包括著名的哈孔皇家禮堂（Håkonshallen），1260年代建成，和羅森克蘭塔（Rosenkrantztårnet），約於1560年代建成。
其中一個著名景點是露天魚市場，再往下走就是購物區。購物區在1916年的大火後重建，建築具有現代藝術性和具功能性的，環繞在位於中間的托加曼尼根廣場（Torgalmenningen）。某幾個部份的白色木屋，分別位於中心廣場附近，分別名為诺德勒斯、馬肯（Marken）和桑德維肯（Sandviken）。 是一個很古雅的地區，大部份的建築物於1900年左右建成，風格像新古典主義的外觀。卑爾根部份地方是在第二次世界大戰，城區遭到英國軍隊轟炸後，重建而成的。也有些是因為爆炸和不詳細的城市規劃而建成的。現在，仍有部份市中心的古老木屋遭到清拆的命運，最近的清拆則在和進行。以後在卑爾根，可能會見到一些完全不同風格的建築物。
觀光客一定不能錯過登上弗洛伊恩山的吊車旅程，从那里可以看見壯麗的卑爾根市和七大山的景觀。在弗洛伊恩山，你也可以走到不少地方，看到平時不能看到的景色。而這裡的水族館、企鵝和魚都相當出名。

卑爾根市布呂根碼頭全景

## 旅游景点
- 布呂根
- 漢薩博物館
- 卑尔根主教座堂
- 葛利格音樂廳（英语：Grieg Hall）（Grieghallen）
- 鱼市（Fish Market）
- 松恩峡湾
- 卑尔根博物館
- 布吕根博物館

## 管理
自2000年起，卑爾根市直接受市政府（byråd）管理，其形式類似國家國會的形式。市政府擁有5個政府特派的長官，由市政府委任，是城中最高行政機構。在2003年的選舉後，由挪威保守黨、挪威基督人民黨和挪威自由黨組成的中間偏右陣營當選。保守黨的就任成為市長，而則成為市政府領袖，是卑爾根最有權力的人。

## 氣候
卑爾根以多雨聞名（所以被稱為“雨城”或“歐洲的西雅圖”），一年平均降雨量最高達2578毫米，而24小時最高的降雨量為 192.2毫米。街上曾经有“雨傘售卖機”（paraplyautomater），但這個售卖機並未獲得成功。在卑爾根有個笑話，有個遊客問當地一名男孩何時會停雨，男孩答“不知道，我只有十二歲”。因為洋流的關係，卑爾根也是挪威最溫暖的城市之一。在一月和七月，都可以錄得攝氏十度和有降雨的天氣。最熱的記錄於2003年7月錄得攝氏35.7度，而最冷的記錄於1987年12月錄得攝氏-23.9度。
| Bergen (1961–1990)                                             | Bergen (1961–1990) | Bergen (1961–1990) | Bergen (1961–1990) | Bergen (1961–1990) | Bergen (1961–1990) | Bergen (1961–1990) | Bergen (1961–1990) | Bergen (1961–1990) | Bergen (1961–1990) | Bergen (1961–1990) | Bergen (1961–1990) | Bergen (1961–1990) | Bergen (1961–1990) |
| 月份                                                           | 1月                | 2月                | 3月                | 4月                | 5月                | 6月                | 7月                | 8月                | 9月                | 10月               | 11月               | 12月               | 全年               |
| -------------------------------------------------------------- | ------------------ | ------------------ | ------------------ | ------------------ | ------------------ | ------------------ | ------------------ | ------------------ | ------------------ | ------------------ | ------------------ | ------------------ | ------------------ |
| 平均高温 °C（°F）                                              | 3.6 (38.5)         | 4.0 (39.2)         | 8.9 (48.0)         | 12.1 (53.8)        | 15.0 (59.0)        | 16.8 (62.2)        | 19.6 (67.3)        | 18.4 (65.1)        | 15.2 (59.4)        | 11.2 (52.2)        | 6.9 (44.4)         | 4.7 (40.5)         | 10.5 (50.9)        |
| 平均低温 °C（°F）                                              | −0.4 (31.3)        | −0.5 (31.1)        | 3.1 (37.6)         | 5.0 (41.0)         | 7.2 (45.0)         | 10.2 (50.4)        | 11.5 (52.7)        | 11.6 (52.9)        | 9.1 (48.4)         | 6.6 (43.9)         | 2.8 (37.0)         | 0.6 (33.1)         | 5.2 (41.4)         |
| 平均降水量 mm（）                                              | 190 (7.5)          | 152 (6.0)          | 170 (6.7)          | 114 (4.5)          | 106 (4.2)          | 132 (5.2)          | 148 (5.8)          | 190 (7.5)          | 283 (11.1)         | 271 (10.7)         | 259 (10.2)         | 235 (9.3)          | 2,250 (88.7)       |
| 平均降水天数（≥ 1.0 mm）                                       | 21                 | 17                 | 19                 | 17                 | 17                 | 16                 | 18                 | 19                 | 23                 | 24                 | 22                 | 22                 | 235                |
| 月均日照時數                                                   | 18.6               | 56.5               | 93.0               | 147.0              | 186.0              | 195.0              | 180.4              | 166.6              | 87.0               | 58.9               | 24.0               | 9.3                | 1,179.3            |
| 来源：World Meteorological Organisation, Hong Kong Observatory |                    |                    |                    |                    |                    |                    |                    |                    |                    |                    |                    |                    |                    |

## 大學和研究
卑爾根大學位於該城市。在2004年12月，富豪捐出2億5千萬挪威克郎（約3億多港元），給大學作為研究用途。幾個月後（2005年4月），他另外再捐5千萬挪威克郎（約6,150萬港元）。
卑爾根也是挪威商学院的總部。這是一間在挪威商業和經濟領域上首屈一指的學校。芬恩·基德兰德是三個獲得2004年諾貝爾經濟獎的獲獎者之一，曾經這裡學習和當講師。
卑爾根建築學校在1986年由建築師成立，是斯堪的那維亞其中一個領導性的另類課程。當中一些傑出的畢業生包括 和。
挪威皇家海军学校就在卑爾根的。
而米切尔森学院，简称）也位於卑爾根。學院於1930年成立，現在是斯堪的那維亞其中一個主要的獨立研究人權和發展的機構。
自從1900年起，挪威漁業研究院（Norske Fiskeriundersøgelser）也是位於卑爾根的。今日研究院稱為挪威海洋研究学院，在海洋研究上國際知名。

## 經濟
農業方面，卑爾根的市郊為重要的水果種植區，第一級產業中以漁業最為發達，擁有大量的漁船，為挪威最重要的漁業中心，全國一半以上的漁產品由此地出口。
工業有北海石油的煉製、造船、機械、金屬加工及食品加工業等。
在服務業方面以港口航運與觀光旅遊業為主，因其優良的港灣並擁有龐大的商船隊，跨洋貿易發達，且是北歐最大的郵輪港口，此外有電視業（位於該地的挪威第二頻道是最大的商業電視台）銀行業等。

## 交通

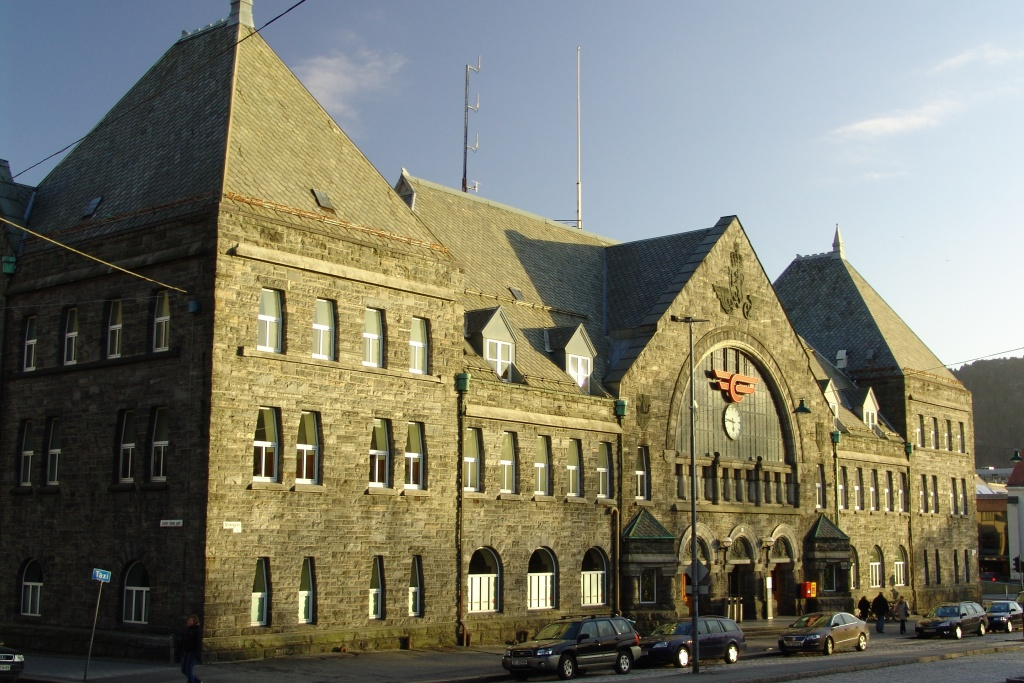
卑爾根車站

卑爾根擁有一個國際機場，名為卑爾根機場，它可以直航歐洲多個主要城市。鐵路方面，位於市中心的卑爾根車站，是挪威國家鐵路卑爾根線（Bergensbanen）的終點站，主要提供前往阿尔纳的區間車，平日每半小時1班；另外約每1.5小時開出一班前往沃斯的區間車（約三分一班次伸延至米達爾；以及每天最少四班（其中一班為跨夜列車，逢星期六減一班、星期日加開一班、特別日期另計）特快列車，經沃斯、耶羅、赫讷福斯，最後到奧斯陸的班次。
卑爾根的公共交通由Skyss負責管理市內交通事宜，有如卑爾根市政府下的交通部門，包括一切路線的制定、籌建、招標、開辦、監管等事宜，但並不參與任何的營運事宜。市內的巴士、輕鐵及渡輪服務皆由其恘營辦商負責。例如巴士（包括全挪威現時唯一營運中的無軌電車）由Tide負責；卑爾根輕鐵由Keolis Norge及由Skyss管理的「輕鐵公司」（Bybanen AS）負責，渡輪由Norled、Fjord1及挪威沿海輪船服務公司等公司負責營運等。
卑爾根輕鐵於2010年開業，現時路線連接市中心和卑爾根機場，現時共有28架輕鐵車輛投入服務。1909年卑爾根開設了挪威首條無軌電車系统，現時仍然有一條6號線來往博克魯德（Birkelund）、經市中心至寧巴（Lyngbø）。環顧整個北歐地區，現在只剩下本線和瑞典蘭斯克魯納仍擁有無軌電車。而這裡也有纜車和吊車服務。而有軌電車服務已於1965年停止運作，但在則還有博物館線展出有軌電車及己退役的巴士，連接至博物館的一段舊路軌亦得以保留。
在東部，E16高速公路經沃斯、華德雷斯到奧斯陸。沿海岸向南走，E39高速公路可以到達海于格松、斯塔萬格和克里斯蒂安桑。而向北走則可到弗勒、奥勒松、莫尔德和特隆赫姆。這兩條高速公路上都有高速巴士提供服務，還有其他大大小小的目的地。
與其他挪威城市一樣，卑爾根擁有非常完善的單車徑網絡，在市內沿單車徑駕駛可以涵蓋絕大部份的地方。

## 文化和體育
卑爾根在挪威也是一個重要的文化中心，因為著名的卑尔根国际艺术节每年都在卑爾根舉行。而卑爾根愛樂管弦樂團成立於1765年，是全球其中一個歷史最悠久的音樂學校，樂團定期在擁有1,500個座位的葛利格禮堂表演。在2000年，卑爾根獲選為「歐洲文化之都」。其他主要的文化活動，包括  和  （先前叫）。
卑爾根誕生了兩位於浪漫主義音樂時期非常重要的作曲家：擁有國寶級榮譽的葛利格及精於小提琴演奏的奧納·保爾，兩位的故居現皆成為音樂博物館，吸引不少遊客慕名而來。
另外，卑爾根有很多業餘的樂隊，和很多社群定期在城中表演。他們主要分為兩批： 就跟隨英國的銅管樂傳統，和 ，則包活木管樂和銅管樂。他們都傾向競爭性的，和葛利格禮堂是每年冬天挪威銅管樂樂隊比賽場地。
卑爾根也是“弓箭手队”（Buekorps）的發源地，在每年的國慶都會出來表演，成為了國慶日的特色。
在九十年代末期至二千年代早期，很多來自卑爾根的流行歌手都成了名。很多都和小唱片公司  有關係。本土的媒體稱這股風潮為「卑爾根浪潮」（bergensbølgen）。
卑爾根雖然細小，但現代藝術在這裡十分興盛。最著名的是 http://www.bit-teatergarasjen.no/（页面存档备份，存于）、http://www.kunsthall.no/（页面存档备份，存于）、http://www.usf.no/（页面存档备份，存于） 和 http://www.kunstsenter.no（页面存档备份，存于）。
在卑爾根，最大的足球球會為，在挪威足球超級聯賽角逐。

## 友好城市
- 瑞典哥德堡
- 芬蘭圖爾庫
- 丹麥奥胡斯
- 英國
- 美國西雅圖
- 厄立特里亞阿斯馬拉